# Анна Івашкевич (письменниця)
Анна Івашкевічова, прізвисько Лілпоп, псевдонім Адам Подковінський (пол. Anna Iwaszkiewicz; 17 грудня 1897, Брвінув — †23 грудня 1979, Ставіські) — польська письменниця і перекладачка. Дружина Ярослава Івашкевича.

## Біографія
Дочка заможного промисловця Станіслава Вільгельма Лілпопа та Ядвіги Станкевич. Коли їй було 4 роки, мати покинула родину заради піаніста Юзефа Слівінського. Відтоді її виховували батько і тітка Аніела Пілавіцов, а матері заборонили контакти з нею. З 1915 до 1918 роки проживала з батьком у Москві та Києві.
Це перебування сприяло формуванню її літературного таланту: навчалась у Московсько-Польському університеті, вивчала іноземні мови, заохочено цікавилася музикою та театром. У Росії познайомилася з творчістю Олександра Скрябіна, який став її улюбленим композитором і чию музику вона розповсюджувала у Польщі, у тому числі шляхом організації музичних концертів Скрябіна у Варшаві.
12 вересня 1922 року, подолавши початковий опір батька, одружилася з поетом-початківцем Ярославом Івашкевичем, розірвавши заручини з князем Криштофом Миколаєм Радзивіллом. Цей шлюб сприяв її контакту з мистецькою та літературною спільнотою. В шлюбі народила дочок: Марію та Терезу. Анна була чутливою і складною натурою з бісексуальною орієнтацією, попри це в парі домінував чоловік, який не приховував своєї гомосексуальності. Внаслідок цього мала сильні депресії та інші психічні проблеми. Все частіше шукала підтримки у пристрасній католицькій релігійності.
Багато років Івашкевич писала «Щоденники», які демонструють її талант та оригінальну особистість.

Під час окупації допомагала польським євреям, організовуючи втечі з гетто та переховуючи їх у Ставісько. За цю діяльність 21 січня 1988 року вона та її чоловік були відзначені медаллю «Праведник серед Націй».

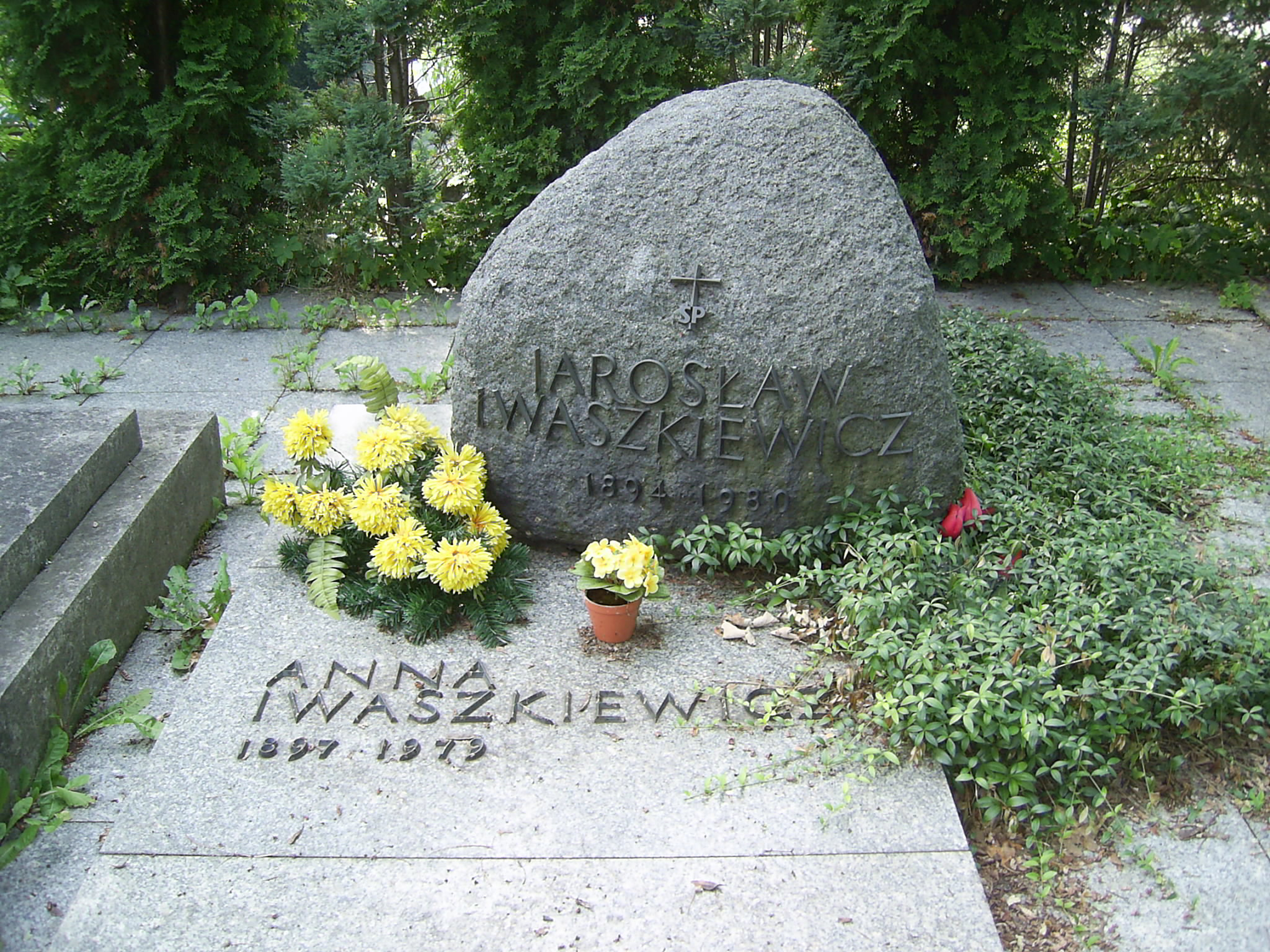
Могили Анни та Ярослава Івашкевичів у Брвінові

Протягом свого життя публікувала мало, переважно нариси про твори Марселя Пруста, Джозефа Конрада і Томаса Манна (частково під псевдонімом). Перекладала переважно французьку літературу (Марсель Пруст, Мішель Бутор, Ален-Фурньє, Жуль Верн) та англомовну літературу (Томас Мертон та Альфред Норт Вайтгед). Наприкінці життя видала книгу «Nasz oczy» (1978). Її найвидатніша робота — « Щоденники та спогади» (опублікована у 2000 р.), цо містить цінні описи життя міжвоєнного періоду та спогади, зокрема про Кароля Шимановського — родича чоловіка Анни.

## Особисте життя
Її чоловік не приховував від неї ні своєї сексуальної орієнтації, ні коханців, а сама Анна була бісексуалкою. Тим не менш, пара вважала свій шлюб щасливим і успішним.